# 제65회 아카데미상
제65회 아카데미상은 1993년 3월 29일에 열린 시상식이다. LA 도로시 챈들러 파빌리온에서 개최되었으며 사회자는 빌리 크리스탈이다.

## 후보 및 수상

### 작품상
- 용서받지 못한 자 - 클린트 이스트우드 수상
- 크라잉 게임 - 스티븐 울리
- 어 퓨 굿 맨 - 데이비드 브라운
- 하워즈 엔드 - 이스마일 머천트
- 여인의 향기 - 마틴 브레스트

### 남우주연상
- 여인의 향기 - 알 파치노 수상
- 채플린 - 로버트 다우니 주니어
- 크라잉 게임 - 스티븐 레아
- 말콤 X - 덴젤 워싱턴
- 용서받지 못한 자 - 클린트 이스트우드

### 여우주연상
- 하워즈 엔드 - 엠마 톰슨 수상
- 인도차이나 - 까뜨린느 드뇌브
- 로렌조 오일 - 수잔 서랜든
- 러브 필드 - 미셸 파이퍼
- 패션 피쉬 - 매리 맥도넬

### 남우조연상
- 용서받지 못한 자 - 진 핵크만 수상
- 크라잉 게임 - 제이 데이비슨
- 어 퓨 굿 맨 - 잭 니콜슨
- 글렌게리 글렌 로스 - 알 파치노
- 토요일 밤의 남자 - 데이비드 페이머

### 여우조연상
- 나의 사촌 비니 - 마리사 토메이 수상
- 4월의 유혹 - 조안 플로라이트
- 4월의 유혹 - 미란다 리처드슨
- 하워즈 엔드 - 바네사 레드그레이브
- 부부 일기 - 쥬디 데이비스

### 감독상
- 용서받지 못한 자 - 클린트 이스트우드 수상
- 크라잉 게임 - 닐 조던
- 하워즈 엔드 - 제임스 아이버리
- 플레이어 - 로버트 알트만
- 여인의 향기 - 마틴 브레스트

### 각본상
- 크라잉 게임 - 닐 조던 수상
- 부부 일기 - 우디 앨런
- 로렌조 오일 - 조지 밀러
- 패션 피쉬 - 존 세일즈
- 용서받지 못한 자 - 데이비드 피플즈

### 각색상
- 하워즈 엔드 - 루스 프라워 자브발라 수상
- 4월의 유혹 - 피터 반즈
- 플레이어 - 마이클 톨킨
- 흐르는 강물처럼 - 리처드 프리덴버그
- 여인의 향기 - 보 골드먼

### 촬영상
- 흐르는 강물처럼 - 필립 루셀롯 수상
- 연인 - 로버트 프레즈
- 호파 - 스티븐 H. 버럼
- 하워즈 엔드 - 토니 피어스 로버츠
- 용서받지 못한 자 - 잭 N. 그린

### 편집상
- 용서받지 못한 자 - 조엘 콕스 수상
- 원초적 본능 - 프랭크 J. 우리오스트
- 크라잉 게임 - 칸트 팬
- 어 퓨 굿 맨 - 로버트 라이튼
- 플레이어 - 제라르딘 페로니

### 미술상
- 하워즈 엔드 - 루치아나 아리기 수상
- 채플린 - 스투어트 크레그
- 드라큐라 - 토머스 E. 샌더스
- 토이즈 - 페르디난도 스카피오티
- 용서받지 못한 자 - 헨리 범스테드

### 의상상
- 드라큐라 - 이시오카 에이코 수상
- 4월의 유혹 - Sheena Napier
- 하워즈 엔드 - 제니 비번
- 말콤 X - 루스 E. 카터
- 토이즈 - 알버트 울스키

### 분장상
- 드라큐라 - 그래그 캐놈 수상
- 배트맨 2 - Ve Neill
- 호파 - Ve Neill

### 음악상
- 알라딘 - 앨런 멘켄 수상
- 원초적 본능 - 제리 골드스미스
- 채플린 - 존 베리
- 하워즈 엔드 - 리차드 로빈스
- 흐르는 강물처럼 - 마크 아이샴

### 주제가상
- 알라딘 - 앨런 멘켄 수상
- 알라딘 - 앨런 멘켄
- 보디가드 - 데이빗 포스터
- 보디가드 - 주드 프리드먼
- 맘보 킹 - 로버트 크래프트

### 음향편집상
- 드라큐라 - McCarthy 수상
- 언더 씨즈 - John Leveque
- 알라딘 - Mark A. Mangini

### 음향믹싱상
- 라스트 모히칸 - Chris Jenkins 수상
- 알라딘 - 테리 포터
- 어 퓨 굿 맨 - Kevin O'Connell
- 언더 씨즈 - Donald O. Mitchell
- 용서받지 못한 자 - Les Fresholtz

### 시각효과상
- 죽어야 사는 여자 - 캔 랄스톤 수상
- 에이리언 3 - Richard Edlund
- 배트맨 2 - Fink

### 외국어영화상
- 인도차이나 - 레지스 와그니어 수상
- 단스 - Stijn ConinxUn Lugar en el mundo
- 슈톤크 - Helmut Dietl
- 우르가 - 니키타 미칼코프

### 단편애니메이션상
- Mona Lisa Descending a Staircase - 조앤 C. 그라츠 수상
- Adam - 피터 로드
- Reci, Reci, Reci... - 미카엘라 파브라토바
- The Sandman - Paul Berry
- Screen Play - 배리 퍼베스

### 단편영화상
- Omnibus - Sam Karmann 수상
- Contact - 조나단 다비
- Cruise Control - Matt Palmieri
- The Lady in Waiting - Christian M. Taylor
- Swan Song - 케네스 브래너

### 장편다큐멘터리상
- The Panama Deception - Barbara Trent 수상
- Changing Our Minds: The Story of Dr. Evelyn Hooker - David Haugland
- Fires of Kuwait - Sally Dundas
- Liberators: Fighting on Two Fronts in World War II - William Miles
- Music for the Movies: Bernard Herrmann - Margaret Smilov

### 단편다큐멘터리상
- Educating Peter - Thomas C. Goodwin 수상
- At the Edge of Conquest : The Journey of Chief Wai-Wai - Geoffrey O'Connor
- Beyond Imagining: Margaret Anderson and the 'Little Review - Wendy L. Weinberg
- The Colours of My Father: A Portrait of Sam Borenstein - Richard Elson
- When Abortion Was Illegal: Untold Stories - Dorothy Fadiman

### 공로상
- 페데리코 펠리니 수상

### 진 허숄트 박애상
- Audrey Hepburn 수상

### 고든 소이어 상
- Erich Kaestner 수상
- 표창메달Petro Vlahos 수상

## 같이 보기
- 제13회 골든 래즈베리상
- 제46회 영국 아카데미 영화상
- 제50회 골든 글로브상